# Секонде Виле (Ријети)
Секонде Виле је насеље у Италији у округу Ријети, региону Лацио.
Према процени из 2011. у насељу је живело 51 становника. Насеље се налази на надморској висини од 715 м.